# Ataque ao engenho Tracunhaém
O ataque ao engenho Tracunhaém, também conhecido como tragédia de Tracunhaém ou chacina de Tracunhaém foi um ataque de índios potiguaras dirigido ao Engenho Tracunhaém, próximo a Goiana, Pernambuco, ocorrido em 1574. Neste ataque, toda a população colonizadora da região foi dizimada.

## Contextualização
Depois do descobrimento do Brasil pelos portugueses, nas terras ainda por serem ocupadas, transitavam piratas e corsários, traficantes de pau-brasil. Estes traficantes eram, na sua maioria, franceses, que, logo, estabeleceram, com os índios, uma relação de escambo: em troca da extração do pau-brasil, os índios recebiam objetos considerados sem valor pelos franceses, como espelhos, pentes, tesouras, dentre outros.
Para explorar as terras, a Coroa portuguesa dividiu o país em capitanias hereditárias, porções de terra administradas por um só dono, que tinha poder sobre tudo que acontecia dentro desta. Em 1534, D. João III doou a capitania de Itamaracá a Pedro Lopes de Sousa. As suas terras iam desde a foz do rio Santa Cruz (hoje rio Igaraçu) em Pernambuco, até próximo ao rio Paraíba, que, nessa época, chamava-se São Domingos. A administração da capitania coube a Francisco Braga, que rivalizava com Duarte Coelho. Francisco Braga, no entanto, levou a capitania à falência. Foi substituído por João Gonçalves, que desenvolveu engenhos e fundou a Vila Conceição.
A Tragédia de Tracunhaém
Um mameluco chega até a Aldeia dos Potiguares - região onde hoje é a Paraíba - e lá é muito bem recebido por todos, inclusive pelo Chefe que comandava a Tributo: o índio Iniguaçu. Uma das filhas deste chave, a índia Lábios de Mel, foi autorizada a casar-se com o mameluco que ali chegara, porém deveria cumprir a ordem de permanecer na tribo.
Desobedecendo a ordem do Chefe Indígena Iniguaçu, o mameluco foge levando consigo a índia Lábios de Mel - filha do Chefe. Após este ato de desobediência, Iniguaçu ordena que seus filhos homens saiam à procura da sua irmã. Durante a viagem de busca, estes irmãos precisam parar para repousar, achando abrigo, então, no Engenho pertencente ao português Diogo Dias - próximo ao Rio Tracunhaém. Enquanto durava o pernoite, os irmãos de Lábios de Mel tiveram contato com alguns franceses, os quais relataram que o proprietário do Engenho, o Senhor Diogo Dias, estava sob posse da índia e não a devolveria. Munidos desta informação, os irmãos retornam à sua tribo e reúnem consigo 2.000 (dois mil) indígenas e partem para tomar - forçadamente - a sua irmã que fora levada.
Chegando ao engenho, os indígenas, estrategicamente, esconderam-se de modo que não se poderia aferir que o número de homens era tão elevado. Ao avistar apenas alguns indígenas, os guardiões do engenho partiram para luta; após isso, de maneira surpreendente, os indíos que estavam escondidos surgiram - revelando sua grandiosidade numérica - e atacaram, mediante surpresa, os portugueses. Deste ataque, ninguém da família de Diogo Dias escapou com vida. No massacre foram mortos familiares, trabalhadores do engenho, guardiões das terras e também escravos. Estima-se que nesta noite os Potiguares matem 614 pessoas, num episódio que hoje é conhecido por: Tragédia de Tracunhaém.

## Veja mais
- História da Paraíba
- Capitania de Itamaracá